# Euhybus agens
Euhybus agens är en tvåvingeart som beskrevs av Charles Howard Curran 1931. Euhybus agens ingår i släktet Euhybus och familjen puckeldansflugor. Inga underarter finns listade i Catalogue of Life.